# Podokręg Rzeszów Batalionów Chłopskich
Podokręg Rzeszów BCh – część terytorialnej struktury organizacyjnej Batalionów Chłopskich, wchodząca w skład Okręgu Kraków BCh.
W połowie 1941 we wsi Czarna na Rzeszowszczyźnie spotkali się Narcyz Wiatr Zawojna - komendant VI Okręgu Straży Chłopskiej ("Chłostry") oraz miejscowy działacz ludowy Władysław Jagusztyn Oracz. Spotkanie dotyczyło zorganizowania na tym terenie obwodowych komend SCh. Oraczowi zaproponowano organizowanie obwodu oraz posadę komendanta obwodu łańcuckiego SCh. Wykonał on powierzone zadanie, i w czasie inspekcji na początku 1942 został mianowany przez Zawojnę komendantem Inspektoratu SCh Rzeszów.
Pierwszym wykonanym zadaniem była organizacja sieci łączności i kolportażu. Następnie zajęto się szkoleniem ogólnowojskowym oraz szkoleniem specjalnym dla formacji technicznych. Na rozkaz Komendy Głównej "Chłostry" z 28 listopada 1942 rozpoczęto tworzenie Oddziałów Specjalnych (nazywanych również "ekspedycyjnymi").

## Dowództwo
Kierownictwo Podokręgu było jednoosobowe, jednak z czasem powstała komórka nazywana Komendą Podokręgu.
 
W jej skład wchodzili:
- komendant podokręgu - Władysław Jagusztyn Oracz
- oficer do spraw specjalnych - Bronisław Kątnik Czarny
- oficer do spraw specjalnych - Jan Jankowski Biały, Giewont, Kruk
- szef łączności i kolportażu - Jan Bartnik Mantysa
- szef informacji i propagandy - Jerzy Świrski Marcin
- łącznik podokręgu - Karol Witek Brzoza

Na początku 1943 w skład komendy wszedł szef wyszkolenia bojowego - Sławomir Holoubek Bratek, Okoń, Rawicz, Rzepa.

## Struktura organizacyjna
W skład Podokręgu wchodziło 8 obwodów:
- 4 Obwód BCh Brzozów "Bez"
- 9 Obwód Jarosław "Jaskier"
- 11 Obwód Kolbuszowa "Komar"
- 15 Obwód Łańcut "Łania", "Żuk"
- 18 Obwód Nisko "Natan"
- 21 Obwód BCh Przemyśl "Przesmyk"
- 22 Obwód Przeworsk "Przedbór"
- 23 Obwód Rzeszów "Radło", "Dąb"

## Literatura
- Weronika Wilbik-Jagusztynowa - "Bataliony Chłopskie na Rzeszowszczyźnie. Dokumenty, relacje, wspomnienia", Warszawa 1973